# Tunupa

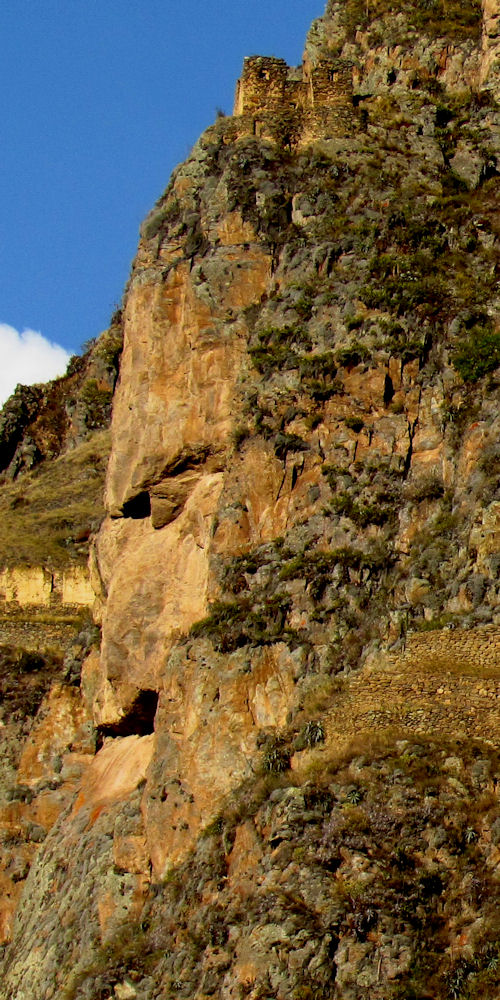
Monument över Tunupa i Ollantaytambo.

Tunupa, även kallad Tuapaca, var en gud i mytologin hos folken i Peru och Bolivia, och härstammar från tiden före Tiwanaku grundades. Han dyrkades även i Inkariket, och jesuit och augustinermunkar försökte förknippa honom med aposteln Tomas i Bibeln.
Tunupa var åskans och vulkanernas gud.